# Geraldo Majella Agnelo
Geraldo Majella Agnelo (Juiz de Fora, 19 ottobre 1933 – Londrina, 26 agosto 2023) è stato un cardinale e arcivescovo cattolico brasiliano.

## Biografia

### Ministero sacerdotale
Ha ricevuto l'ordine sacro il 29 giugno 1957, già laureato in filosofia e teologia. Tra il 1967 e il 1970 ha conseguito un dottorato in teologia con specializzazione il liturgia presso il Pontificio Ateneo Sant'Anselmo a Roma. Al ritorno in Brasile, dopo un periodo di insegnamento universitario, assume nel 1974 l'incarico di rettore della facoltà di teologia a San Paolo.

### Ministero episcopale e cardinalato
Il 5 maggio 1978 papa Paolo VI lo ha nominato vescovo di Toledo nello Stato del Paraná. Ha ricevuto l'ordinazione episcopale dal cardinale Paulo Evaristo Arns il 6 agosto 1978 in coincidenza con la morte di papa Paolo VI.
Papa Giovanni Paolo II lo ha promosso arcivescovo di Londrina, sempre nello Stato del Paraná, il 4 ottobre 1982; il 16 settembre 1991 lo ha nominato segretario della Congregazione per il culto divino e la disciplina dei sacramenti.

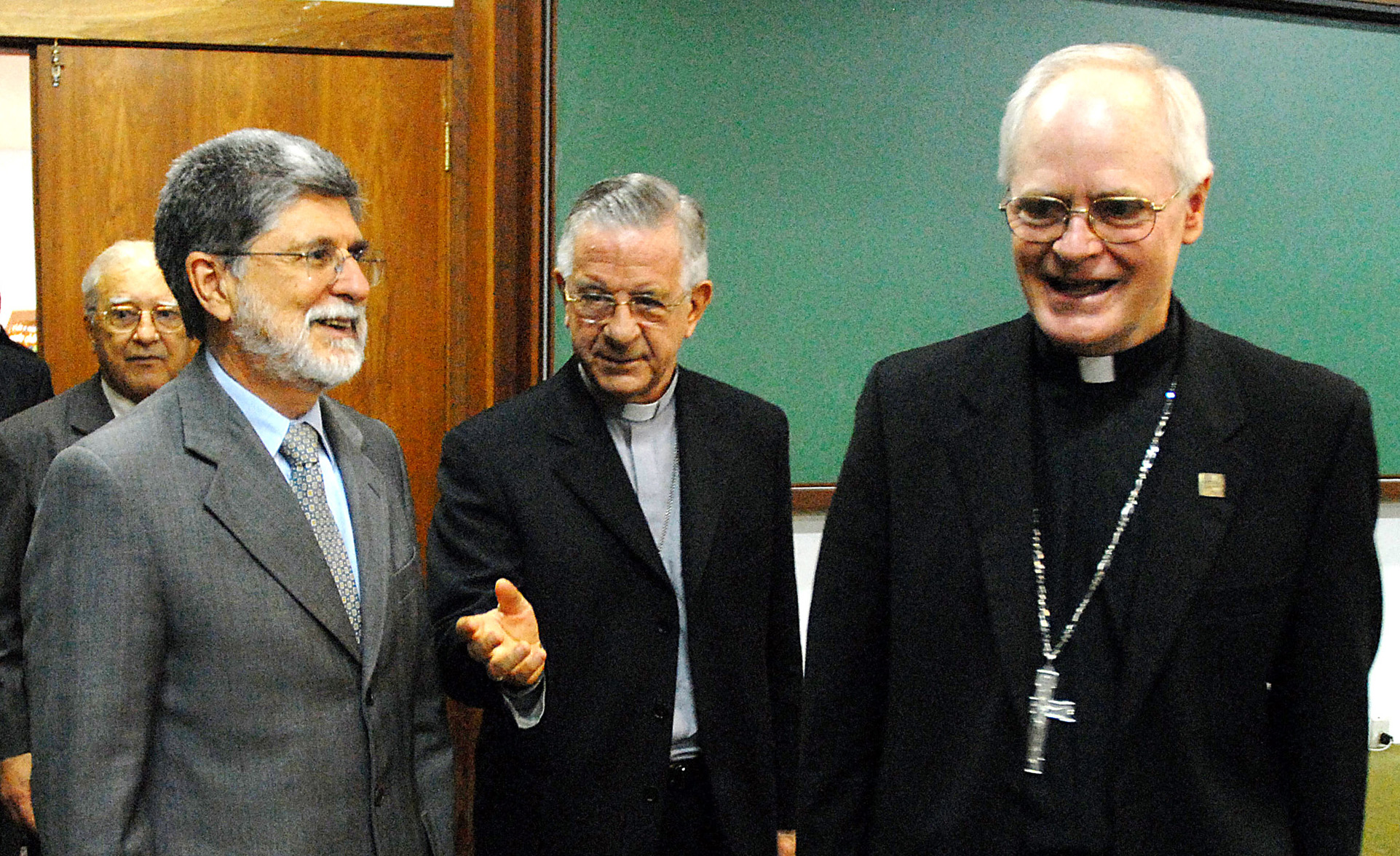
L'arcivescovo Majella Agnelo (al centro), con il ministro degli affari esteri brasiliano Celso Amorim (a sinistra) e l'allora vescovo ausiliare di San Paolo Odilo Pedro Scherer (a destra) nel 2007.

Nominato arcivescovo di San Salvador di Bahia, è stato elevato al rango di cardinale nel concistoro del 21 febbraio 2001. In quanto arcivescovo di San Salvador di Bahia è stato primate del Brasile.
È stato, inoltre, presidente della Conferenza nazionale dei vescovi del Brasile fino all'inizio del 2007, quando, scaduto il suo mandato ha ceduto il governo della CNBB a Geraldo Lyrio Rocha, arcivescovo di Mariana. È stato membro del Pontificio consiglio della pastorale per i migranti e gli itineranti e della Pontificia commissione per i beni culturali della Chiesa.
Il 12 gennaio 2011 papa Benedetto XVI ha accettato le sue dimissioni per raggiunti limiti d'età; gli è succeduto l'arcivescovo Murilo Sebastião Ramos Krieger.
Il 19 ottobre 2013 ha compiuto 80 anni ed è uscito dal novero dei cardinali elettori.
È morto il 26 agosto 2023, all'età di 89 anni, a Londrina. In seguito ai funerali celebrati due giorni dopo dal cardinale Sérgio da Rocha nella cattedrale del Sacro Cuore di Gesù di Londrina, è stato sepolto nella cripta dello stesso edificio.

## Genealogia episcopale e successione apostolica
La genealogia episcopale è:
- Cardinale Scipione Rebiba
- Cardinale Giulio Antonio Santori
- Cardinale Girolamo Bernerio, O.P.
- Arcivescovo Galeazzo Sanvitale
- Cardinale Ludovico Ludovisi
- Cardinale Luigi Caetani
- Cardinale Ulderico Carpegna
- Cardinale Paluzzo Paluzzi Altieri degli Albertoni
- Papa Benedetto XIII
- Papa Benedetto XIV
- Papa Clemente XIII
- Cardinale Bernardino Giraud
- Cardinale Alessandro Mattei
- Cardinale Pietro Francesco Galleffi
- Cardinale Giacomo Filippo Fransoni
- Cardinale Carlo Sacconi
- Cardinale Edward Henry Howard
- Cardinale Mariano Rampolla del Tindaro
- Cardinale Rafael Merry del Val
- Arcivescovo Duarte Leopoldo e Silva
- Arcivescovo Paulo de Tarso Campos
- Cardinale Agnelo Rossi
- Cardinale Paulo Evaristo Arns, O.F.M.
- Cardinale Geraldo Majella Agnelo

La successione apostolica è:
- Arcivescovo Joviano de Lima Júnior, S.S.S. (1995)
- Arcivescovo Anuar Battisti (1998)
- Vescovo Tommaso Cascianelli, C.P. (2000)
- Vescovo Dominique Marie Jean Denis You (2003)
- Vescovo Giancarlo Petrini (2005)
- Arcivescovo Josafá Menezes da Silva (2005)
- Arcivescovo Gregório (Leozírio) Ben Lâmed Paixão (Neto), O.S.B. (2006)
- Arcivescovo Manoel Delson Pedreira da Cruz, O.F.M.Cap. (2006)
- Arcivescovo Antônio Carlos Altieri, S.D.B. (2006)
- Vescovo Guido Zendron (2008)
- Vescovo Rafael Biernaski (2010)
- Vescovo Eraldo Bispo da Silva (2012)